# 클라이드 수크포스
클라이드 리로이 수크포스(영어: Clyde Leroy Sukeforth, 1901년 11월 30일~2000년 9월 3일)는 "수키"(영어: Sukey)라는 별명으로 알려진 미국의 프로 야구 선수이자 코치, 감독, 스카우트이다. 선수 시절 포지션은 포수였으며, 10시즌 동안 메이저 리그 베이스볼(MLB)의 신시내티 레즈, 브루클린 다저스에서 뛰었다. 스카우트로 일할 당시 메이저 리그의 첫 흑인 선수인 재키 로빈슨을 스카우트하고 계약을 맺은 것으로 유명하다.